# تلمبه حسین یاراحمدی
تلمبه حسین یاراحمدی یک منطقهٔ مسکونی در ایران است که در دهستان ریزآب واقع شده‌است. تلمبه حسین یاراحمدی ۹۴ نفر جمعیت دارد.